# Siergiej Konowalenko
Siergiej Władimirowicz Konowalenko (ros. Сергей Владимирович Коноваленко, ur. 2 września 1974) – kazachski piłkarz grający na pozycji obrońcy i pomocnika, reprezentant kraju.

## Kariera piłkarska

### Kariera klubowa
Konowalenko rozpoczął karierę w Irtyszu Pawłodar. Grał w klubach takich jak Szachtior-Ispat-Karmiet Karaganda, Aktöbe-Lento Aktöbe, Wostok Ust-Kamienogorsk, Jesil-Bogatyr Petropawł i Energetik Pawłodar.

### Kariera reprezentacyjna
W reprezentacji Kazachstanu zadebiutował 5 lipca 1996 roku w meczu eliminacji do pucharu Azji przeciwko Katarowi. Rozegrał 9 spotkań.
| Mecze i gole w reprezentacji | Mecze i gole w reprezentacji | Mecze i gole w reprezentacji | Mecze i gole w reprezentacji | Mecze i gole w reprezentacji | Mecze i gole w reprezentacji | Mecze i gole w reprezentacji |
| Kazachstan                   | Kazachstan                   | Kazachstan                   | Kazachstan                   | Kazachstan                   | Kazachstan                   | Kazachstan                   |
| Lp.                          | Data                         | Miasto                       | Przeciwnik                   | Gol                          | Wynik                        | Rozgrywki                    |
| ---------------------------- | ---------------------------- | ---------------------------- | ---------------------------- | ---------------------------- | ---------------------------- | ---------------------------- |
| 1.                           | 05.07.1996                   | Doha                         | Katar                        |                              | 0:3                          | el. Pucharu Azji 1996        |
| 2.                           | 06.06.1997                   | Bagdad                       | Irak                         |                              | 2:1                          | el. MŚ 1998                  |
| 3.                           | 11.06.1997                   | Lahaur                       | Pakistan                     |                              | 7:0                          | el. MŚ 1998                  |
| 4.                           | 29.06.1997                   | Ałmaty                       | Irak                         |                              | 3:1                          | el. MŚ 1998                  |
| 5.                           | 02.09.1997                   | Dalian                       | Chiny                        |                              | 0:3                          | towarzyski                   |
| 6.                           | 01.12.1998                   | Sisaket                      | Iran                         |                              | 0:2                          | Igrzyska Azjatyckie 1998     |
| 7.                           | 03.12.1998                   | Sisaket                      | Laos                         |                              | 5:0                          | Igrzyska Azjatyckie 1998     |
| 8.                           | 08.12.1998                   | Bangkok                      | Tajlandia                    |                              | 1:1                          | Igrzyska Azjatyckie 1998     |
| 9.                           | 10.12.1998                   | Bangkok                      | Katar                        |                              | 2:0                          | Igrzyska Azjatyckie 1998     |